# Aeroportul Scammon Bay
Aeroportul Scammon Bay (IATA: SCM, ICAO: PACM, FAA LID: SCM) este un aeroport din Alaska, Statele Unite ale Americii ce deservește zona Scammon Bay⁠(d). Aeroportul a fost tranzitat în 2019 de 10.078 de pasageri. A fost numit după zona deservită.
Situat la o altitudine de 4 m, aeroportul dispune de 1 pistă. Este operat de Alaska Department of Transportation & Public Facilities⁠(d).

## Infrastructură

### Piste
Aeroportul dispune de o singură pistă. Pista 10/28 are suprafața de loam[*] și dimensiunile 3.001 picioare × 75 picioare. 